# (Just Like) Starting Over
(Just Like) Starting Over (englisch für „(Genauso) Von vorne anfangen“) ist ein Lied von John Lennon aus dem Jahr 1980, das von ihm geschrieben und in Kooperation mit Yoko Ono und Jack Douglas produziert wurde. Es erschien am 24. Oktober 1980 als Vorabsingle-Auskopplung des Albums Double Fantasy. Auf der B-Seite befand sich das von Yoko Ono komponierte und gesungene Stück Kiss Kiss Kiss.

## Hintergrund

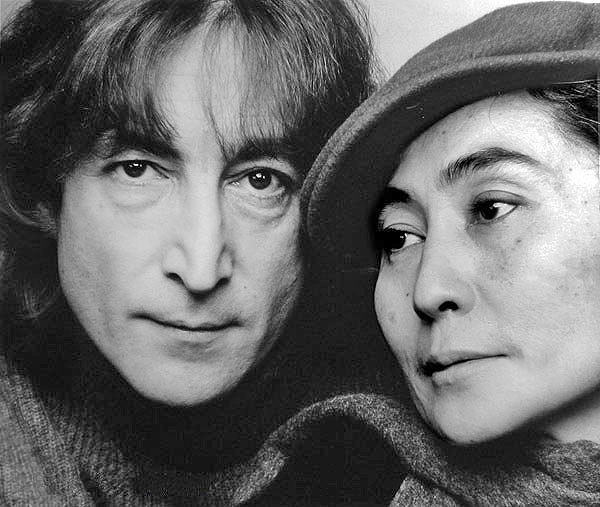
John Lennon und Yoko Ono, 1980

(Just Like) Starting Over war Lennons erste Single nach einem fünfjährigen Rückzug aus dem Musikgeschäft. Er entwickelte das Stück aus mehreren unvollendeten Kompositionen, aus denen er schließlich das Lied zusammensetzte. Zwei dieser Fragmente trugen die Arbeitstitel My Life und Don’t Be Crazy. Aus ihnen entwickelte Lennon die Strophen. Ein weiterer Teil trug zunächst den Titel The Worst Is Over, daraus wurde später der Refrain. Die Lieder wurden von Lennon in den Jahren 1979 und 1980 geschrieben und kurz vor Beginn der Double Fantasy-Sessions im August 1980 fertiggestellt. My Life nahm Lennon Ende des Jahres 1979 mindestens dreimal auf dem Klavier und viermal auf der Gitarre auf. Es war ein Liebeslied, das für Yoko Ono geschrieben wurde und mit den Worten begann: „Mein Leben, nimm es/Es ist meins zu geben, nimm es/Lass mich in dir leben/Mein Leben, nimm es/Es gehört dir/Tu, was du willst/Ich widme es dir.“ Eines von Lennons Gitarrendemos von My Life, das 1980 aufgenommen wurde, wurde 1998 für das Boxset John Lennon Anthology und für das Kompilationsalbum Wonsaponatime verwendet. Bevor er das Studio betrat, nahm Lennon ein Demo von (Just Like) Starting Over auf. Der Song wurde auf einer Gitarre mit einem Drumcomputer eingespielt, die endgültige Struktur des Liedes war vorhanden, auch wenn der Text es noch nicht war.
Das Lied stellte eine Rückkehr Lennons zu seinen musikalischen Wurzeln, dem Rock ’n’ Roll der 1950er Jahre, dar.

“It had the Fifties-ish sound because I have never really written a song that sounded like that period, although that was my period, the music I identified with.”

„Es [das Lied] hatte diesen Fünfziger-Jahre-Sound, weil ich bisher nie ein Stück geschrieben hatte, das wie ein Lied aus dieser Zeit klang, obwohl das meine Zeit war, die Musik mit der ich mich identifizierte.“

Während der Aufnahmen bezeichnete Lennon das Lied als die „Elvis-Orbison“-Nummer, um zu beschreiben, welchen Stil er sich vorstellte. Lennon sagte dem Toningenieur Lee DeCarlo: „Mach mich großartig, Lee, mach mich zum Mann meiner Träume. Ich will Elvis Vincent.“ Vor der ersten Aufnahme widmete er den Song „Gene and Eddie and Elvis... and Buddy!“. Diese Ansage wurde der 2010er Stripped Down Version vorgestellt. Eine Inspiration war das Lied Only the Lonely (Know the Way I Feel) von Roy Orbison. Beim Gesang sind außerdem Anleihen von Elvis Presley und dem bereits genannten Orbison zu erkennen. Das Glöckchen, das das Lied einläutet, ist ein bewusster Bezug auf das düstere Glockengeläut, mit dem 1970 das Lied Mother begann.
Ursprünglich hieß der Song Starting Over, aber das Lied erhielt den Zusatz (Just Like), da bereits ein Lied von Tammy Wynette Starting Over hieß.
Yoko Ono sagte im Nachhinein über (Just Like) Starting Over: „Wir wussten, dass dieser Song die erste Single sein würde. Ich liebe 'Starting Over', aber wenn ich es jetzt höre, quält es mich ein bisschen, weil wir uns damals so gefühlt haben. Wir dachten wirklich, dass wir von vorne anfangen und es hat nicht so geklappt.“

## Erfolge
(Just Like) Starting Over war die letzte Single, die zu Lebzeiten von John Lennon veröffentlicht wurde, sie erreichte nach der Veröffentlichung im Oktober 1980 zunächst nur die unteren Plätze der Top-10 in den britischen und US-amerikanischen Hitparaden. In Großbritannien war Platz 9, in den USA Platz 7 die höchste Platzierung. Nach John Lennons Ermordung am 8. Dezember 1980 stiegen die Verkaufszahlen an und die Single wurde nicht nur in den Vereinigten Staaten und Großbritannien, sondern unter anderem auch in Irland, Australien, Österreich und der Schweiz ein Nummer-eins-Hit.

### Chartplatzierungen
| ChartsChartplatzierungen       | Höchstplatzierung | Wochen/ Monate |
| ------------------------------ | ----------------- | -------------- |
| Deutschland (GfK)              | 4 (24 Wo.)        | 24 Wo.         |
| Österreich (Ö3)                | 1 (5 Mt.)         | 5 Mt.          |
| Schweiz (IFPI)                 | 1 (13 Wo.)        | 13 Wo.         |
| Vereinigte Staaten (Billboard) | 1 (22 Wo.)        | 22 Wo.         |
| Vereinigtes Königreich (OCC)   | 1 (15 Wo.)        | 15 Wo.         |

| ChartsJahrescharts (1981)      | Platzierung |
| ------------------------------ | ----------- |
| Deutschland (GfK)              | 29          |
| Österreich (Ö3)                | 9           |
| Schweiz (IFPI)                 | 12          |
| Vereinigte Staaten (Billboard) | 4           |

### Auszeichnungen für Musikverkäufe
| Land/Region                  | Auszeichnungen für Musikverkäufe (Land/Region, Auszeichnung, Verkäufe) | Verkäufe  |
| ---------------------------- | ---------------------------------------------------------------------- | --------- |
| Japan (RIAJ)                 | Gold                                                                   | 100.000   |
| Neuseeland (RMNZ)            | Gold                                                                   | 5.000     |
| Vereinigte Staaten (RIAA)    | Gold                                                                   | 1.000.000 |
| Vereinigtes Königreich (BPI) | Gold                                                                   | 400.000   |
| Insgesamt                    | 4× Gold ·                                                              | 1.505.000 |

Hauptartikel: John Lennon/Auszeichnungen für Musikverkäufe

## Aufnahme

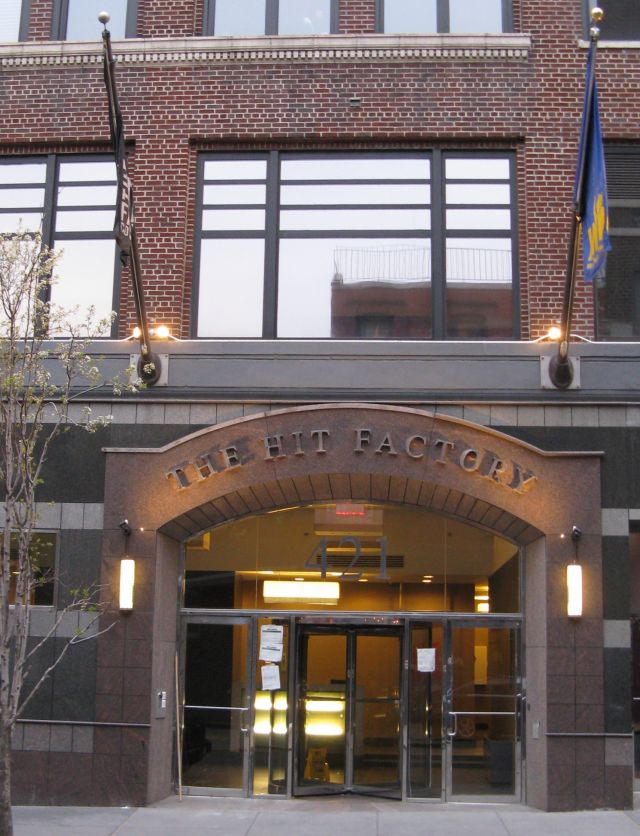
Aufnahmestudio The Hit Factory

Die Aufnahmesessions für (Just Like) Starting Over fanden am 8. August 1980 in dem Studio The Hit Factory in New York statt, wobei Jack Douglas, John Lennon und Yoko Ono als Produzenten fungierten. Lee DeCarlo, John Smith, James Ball und Julie Last waren die Toningenieure der Aufnahme. Overdub Aufnahmen fanden im September statt. Die Abmischung des Liedes zusammen mit der B-Seite der Single, Yoko Onos Kiss Kiss Kiss, fand am 26. September 1980, in den Record Plant-East, statt. Die Mitarbeiter des Studios beeilten sich, die Arbeit an der Veröffentlichung vor 19 Uhr abzuschließen, da Ono über einen bevorstehenden „signifikanten Mondwechsel“ besorgt war.
Der Toningenieur John Smith sagte dazu: „John hatte uns gewarnt, dass wir den Mix bis zu einer bestimmten Tageszeit fertig haben müssten. Laut Yoko wären die Sterne perfekt ausgerichtet (oder so) und wenn wir bis zu diesem Zeitpunkt nicht fertig wären, wäre es nicht gut. Wir sahen, dass die Deadline näher rückte, und wir arbeiteten wie verrückt, um es rechtzeitig fertig zu bekommen. Endlich, nur wenige Minuten vor Schluss, war der Mix bis auf ein Detail fertig, die Glocke am Anfang von „Starting Over“. John hatte die Glocke von zu Hause mitgebracht. Ich glaube, es war eine besondere Glocke, vielleicht eine Wunschglocke oder so.“
Besetzung:
- John Lennon: Gesang, E-Gitarre
- Earl Slick: E-Gitarre
- Hugh McCracken: E-Gitarre
- Tony Levin: Bassgitarre
- George Small: Keyboards
- Michelle Simpson, Cassandra Wooten, Cheryl Mason Jacks, Eric Troyer: Backing Vocals
- Andy Newmark: Schlagzeug
- Arthur Jenkins: Perkussion

## Coverversionen
Es gibt über 50 Coverversionen von (Just Like) Starting Over. Unter anderen:
- 1997: Tom Jones
- 2007: The Flaming Lips
- 2009: Kat Edmonson

## Veröffentlichung

### Singleveröffentlichungen
- Im Vorfeld des Albums Double Fantasy erschien am 24. Oktober 1980 in Großbritannien und in den USA die Single (Just Like) Starting Over / Kiss Kiss Kiss.[14]
- In den USA wurde für Werbezwecke eine 12″-Promotionsingle (Just like) Starting Over / Kiss Kiss Kiss, die ein 20 Sekunden längeres Outro von (Just like) Starting Over enthält, veröffentlicht.[15] Die 7″-Promotionsingle wurde in den USA wie folgt veröffentlicht: auf der A-Seite befindet sich die Monoversion und auf der B-Seite die Stereoversion der A-Seite der Kaufsingle.[16]
- Am 5. Juni 1981 erschien in den USA die Single (Just like) Starting Over / Woman.[17]
- Im Jahr 1999 wurde in Japan die 3″-CD-Single (Just like) Starting Over / Beautiful Boy (Darling Boy) veröffentlicht.[18]
- Am 15. Januar 2001 wurde in den USA die 7″-Vinyl-Jukebox-Single in blauem Vinyl veröffentlicht: (Just Like) Starting Over / Watching the Wheels.[19]

### Albumveröffentlichungen
- Am 17. November 1980 erschien das Album Double Fantasy auf dem sich (Just Like) Starting Over befindet.
- Am 1. Oktober 2010 erschien die Doppel-CD Double Fantasy Stripped Down. Disc 1 wird mit Double Fantasy Stripped Down und Disc 2 mit Original Album betitelt. Während die zweite CD die neu remasterte Version des Albums beinhaltet, handelt es sich bei Stripped Down laut CD-Begleitbuch um eine komplette Neuabmischung von Jack Douglas und Yoko Ono, die in den Avatar Studios vorgenommen wurde. Der wesentliche musikalische Unterschied zur Originalabmischung besteht darin, dass die Stimmen von John Lennon und Yoko Ono deutlicher zu hören sind und diverse Instrumentalbegleitungen und Chöre „weggelassen“ worden sind. (Just Like) Starting Over ist knapp eine halbe Minute länger, da diese Version später ausgeblendet wird und eine Ansage von Lennon dem Lied vorgestellt wurde.[20]
- (Just Like) Starting Over befindet sich auf folgenden John Lennon-Kompilationsalben: The John Lennon Collection, Imagine: John Lennon (Music from the Motion Picture), Lennon, Lennon Legend: The Very Best of John Lennon, Instant Karma: All-Time Greatest Hits, Working Class Hero: The Definitive Lennon, Remember, Gimme Some Truth, John Lennon Collector’s Edition, Power to the People: The Hits, Signature Box, ICON.
- Am 9. Oktober 2020 erschien das Kompilationsalbum GIMME SOME TRUTH., das neuabgemischte Lieder beinhaltet, so auch (Just Like) Starting Over.